# Eileen O'Keeffe
Eileen O'Keeffe (née le 31 mai 1981) est une athlète irlandaise, spécialiste du lancer du marteau. Elle mesure 1,70 m pour 80 kg et son club est le Kilkenny City Harriers A.C.

## Meilleures performances
- Disque : 	45 s 38 	 	 	1 	Antrim	22 Avr 2006
- Marteau : à 3 reprises au-dessus des 70 m
  - Record :73 s 21 	NR 	 1 	NC	Dublin	21 Jul 2007